# Gewa
Gewa (hebr. גבע; ang. Geva; pol. Wzgórze) – kibuc położony w Samorządzie Regionu Ha-Gilboa, w Dystrykcie Północnym, w Izraelu. Członek Ruchu Kibuców (Ha-Tenu’a ha-Kibbucit).

## Położenie
Kibuc Gewa jest położony na wysokości od 0 do 25 metrów n.p.m. na północno-zachodniej krawędzi Doliny Charod, na północy Izraela. Dolina Charod jest położona między Doliną Jezreel a Doliną Bet Sze’an w Dolnej Galilei. Kibuc Gewa leży na południowych zboczach płaskowyżu Ramot Jissachar (wzniesienia w tej okolicy dochodzą do wysokości 138 metrów n.p.m.). W odległości 2,5 km na północnym zachodzie wznosi się masyw góry Giwat ha-More (515 metrów n.p.m.). Ze wzgórz Wyżyny Issachar spływa przepływający na północ i zachód od kibucu strumień Gewa. Zasila on przepływającą na południe od kibucu rzekę Charod, której wody są wykorzystywane do zasilania licznych stawów hodowlanych. Teren położony na południe od kibucu jest płaski, i lekko opada w kierunku wschodnim do depresji Doliny Jordanu. W odległości 2 km na południe od kibucu wznoszą się strome zbocza Wzgórz Gilboa (w tym rejonie wznoszą się na wysokość 302 metrów n.p.m.). W otoczeniu kibucu Gewa znajdują się kibuce En Charod Me’uchad, En Charod Ichud, moszawy Ramat Cewi i Kefar Jechezkel, wieś komunalna Gidona oraz arabska wieś Na’ura. Na północy jest położona baza wojskowa Na’ura. We Wzgórzach Gilboa przebiega mur bezpieczeństwa oddzielający terytorium Izraela od Autonomii Palestyńskiej. Po stronie palestyńskiej jest wieś Arabbuna.
Gewa jest położona w Samorządzie Regionu Ha-Gilboa, w Poddystrykcie Jezreel, w Dystrykcie Północnym Izraela.

## Historia

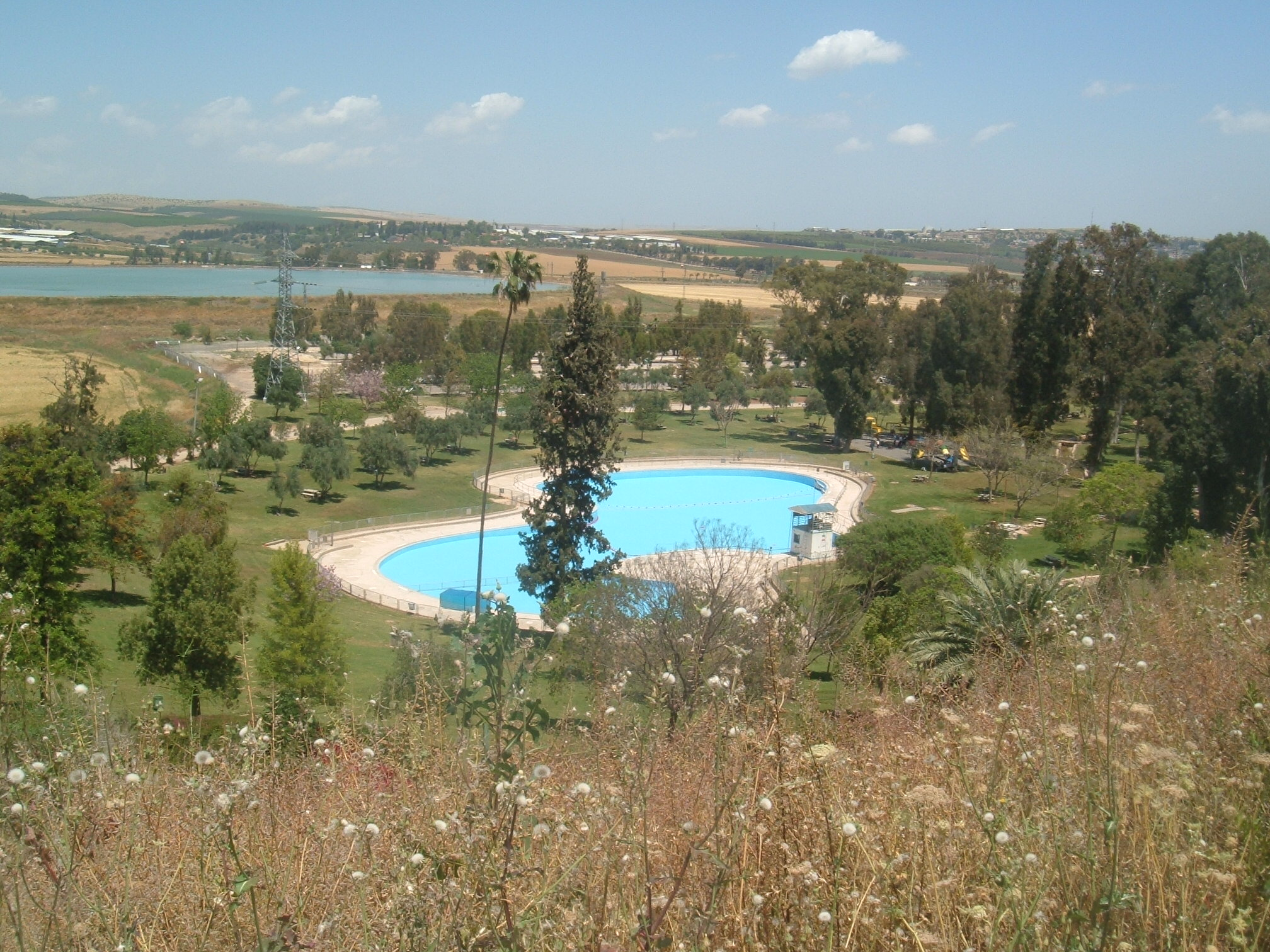
Park Narodowy Majan Charod

Pierwotnie w okolicy tej istniała arabska wieś Kumja. Po I wojnie światowej w 1918 roku cała Palestyna przeszła pod panowanie Brytyjczyków, który w 1921 roku utworzyli Brytyjski Mandat Palestyny. Umożliwiło to rozwój osadnictwa żydowskiego w Palestynie. W latach 20. XX wieku żydowskie organizacje syjonistyczne zaczęły wykupywać grunty w Dolinie Charod. W takich okolicznościach w dniu 22 września 1921 roku powstał kibuc En Charod. Był to pierwszy tak duży kibuc założony w Ziemi Izraela, od początku finansowany przez Światową Organizację Syjonistyczną. Warunki życia pierwszych pionierów były niezwykle trudne - mieszkali w namiotach i ciężko pracowali przy osuszaniu okolicznych bagien, na których w owym czasie powszechnie żyły bawoły wodne. Pionierzy cierpieli od niedostatku i chorób, zwłaszcza od malarii roznoszonej przez komary. Pomimo to, dla organizacji syjonistycznej skolonizowanie Doliny Charod było niezwykle ważne. Dlatego już po dwóch miesiącach dołączyła do nich dodatkowa grupa pionierów, którzy w grudniu 1921 roku założyli sąsiedni kibuc Tel Josef (przez pierwsze lata istnienia wieś była całkowicie związana z macierzystym kibucem En Charod i nie była samodzielną osadą). Kilka dni później założono na zachodniej krawędzi doliny kolejne kibuce Kefar Jechezkel i Gewa. W ten sposób stworzono blok żydowskich osiedli, które były połączone z położoną na zachodzie Doliną Jezreel. Tworzyły one razem wysuniętą placówkę do dalszej kolonizacji Doliny Charod.
Grupa założycielska kibucu Gewa zawiązała się około 1913 roku. W jej skład weszli żydowscy imigranci z Rosji, którzy do 1917 roku pracowali i zdobywali doświadczenie rolnicze w osadzie Menachemja. W 1919 roku przenieśli się do moszawu Kefar Urijja, ale przez cały czas dążyli do założenia własnej osady rolniczej. Dlatego w 1921 roku przyjechali do Doliny Charod. W dniu 17 grudnia 1921 roku założyli swój własny kibuc Gewa. Początkowo nazywał się on Kwucat ha-Gewa (hebr. קבוצת הגבעה), później zmieniono nazwę na obecną. Pierwszymi mieszkańcami była grupa 12 pionierów, którzy rozpoczęli prace osuszania okolicznych bagien. W latach 30. XX wieku dołączyli do nich imigranci z Polski, Litwy i Łotwy, a w latach 40. XX wieku imigranci z Węgier. Rozwojowi gospodarczemu sprzyjał dostęp do linii kolejowej Doliny – od 1925 roku przy kibucu znajdowała się stacja kolejowa (nosiła ona nazwę En Charod, a gdy w 1930 roku zmienił on swoją lokalizację, stację kolejową nazwano Kefar Jechezkel). Podczas arabskiego powstania w Palestynie (1936–1939) w 1938 roku spalono tutejszą stację kolejową. Później odbudowaną ją jako nowszy i przestronniejszy budynek. W poszukiwaniu skutecznego rozwiązania narastającego konfliktu izraelsko-arabskiego w dniu 29 listopada 1947 roku została przyjęta Rezolucja Zgromadzenia Ogólnego ONZ nr 181. Zakładała ona między innymi, że kibuc Gewa miał znaleźć się w granicach nowo utworzonego państwa żydowskiego. Arabowie odrzucili tę rezolucję i dzień później doprowadzili do wybuchu wojny domowej w Mandacie Palestyny. Od samego początku wojny okoliczne wioski były wykorzystywane przez arabskie milicje, które sparaliżowały żydowską komunikację w całym regionie. Z tego powodu siły żydowskiej Hagany przeprowadziły szereg operacji i w dniu 26 marca 1948 roku zajęły oraz wysiedliły pobliską arabską wieś Kumja. W wyniku I wojny izraelsko-arabskiej (1948–1949) cała okolica znalazła się w państwie Izrael, co umożliwiło dalszy stabilny rozwój kibucu Gewa. W latach 90. XX wieku kibuc znalazł się w trudnościach finansowych, które wymusiły przeprowadzenie procesu prywatyzacji. Zachowano kolektywną organizację instytucji kultury, edukacji i ochrony zdrowia.

## Demografia
Większość mieszkańców kibucu jest Żydami, jednak nie wszyscy identyfikują się z judaizmem. Tutejsza populacja jest świecka:

## Gospodarka i infrastruktura
Gospodarka kibucu opiera się na intensywnym rolnictwie, sadownictwie, hodowli drobiu i bydła mlecznego. Tutejszy zakład Geva specjalizuje się w produkcji czekolady z migdałami i innych słodyczy. Jest tu także firma produkująca suszone owoce. Z przemysłu w kibucu znajduje się niewielki zakład produkujący instalacje pneumatyczne, tłoki silnikowe i zawory. W kibucu jest przychodnia zdrowia z gabinetem stomatologicznym, sklep wielobranżowy i warsztat mechaniczny.

## Transport
Z kibucu wyjeżdża się na południe na drogę nr 71, którą jadąc na wschód dojeżdża się do skrzyżowania z drogą nr 716 (dojazd na północny wschód do moszawu Ramat Cewi i wioski Moledet) i dalej do bloku kibuców En Charod Ichud, En Charod Me’uchad oraz Tel Josef, lub jadąc na zachód dojeżdża się do skrzyżowania z lokalną drogą prowadzącą na południe do wsi Gidona i dalej do moszawu Kefar Jechezkel.

## Edukacja i kultura
Kibuc utrzymuje przedszkole. Starsze dzieci są dowożone do szkoły podstawowej i średniej w sąsiednim kibucu En Charod Me’uchad. W kibucu znajduje się ośrodek kultury z biblioteką, basen kąpielowy, sala sportowa z siłownią, oraz boisko do piłki nożnej. Od 1948 roku w kibucu działa chór Gewatron Chorus, który zyskał dużą popularność i koncertuje w całym kraju.

## Turystyka
Na południe od kibucu znajduje się Park Narodowy Majan Charod, który chroni obszar źródeł strumienia Charod. Strumień wypływa z kamienistej jaskini na zboczach Wzgórz Gilboa i spływa do obszernego parku, w którym zbudowano duży basen rekreacyjny. Okoliczne zbocza górskie są porośnięte sosnowy lasem.

## Osoby związane z kibucem
- Szimon Peres – dwukrotny premier i prezydent Izraela. W 1941 roku pracował i mieszkał w tutejszym kibucu.